# Generalized Markup Language
GML (англ. Generalized Markup Language — обобщённый язык разметки) представляет собой набор макросов, основной целью которых является реализация разметки, использующей теги для оформления текста на IBM, используя процедурную разметку SCRIPT. SCRIPT/VS — это основной компонент DCF (англ. Document Composition Facility — оборудование для составления документов) в IBM. Стартовый набор тегов в GML поставляется с продуктом DCF.
GML был разработан в 1960-х гг. Чарльзом Голдфарбом, Эдвардом Мошером и Рэймондом Лори. Его название выбрано отчасти потому, что аббревиатуру GML образуют первые буквы фамилий разработчиков.
При использовании GML-документ помечается тегами, которые определяют, чем является текст с точки зрения параграфов, заголовков, списков, таблиц. Такой документ может быть автоматически отформатирован для различных устройств, остается только указать разновидность устройства. Например, можно форматировать документ для лазерного принтера или матричного или просто вывести на экран, всего лишь указав профиль оборудования, без изменения самого документа.
SGML (англ. Standard Generalized Markup Language — стандартный обобщённый язык разметки) является ISO-стандартом технологии для определения обобщенного языка разметки для документов, ведет своё происхождение от GML. XML (Extensible Markup Language — расширяемый язык разметки) изначально был модернизированной и упрощенной разработкой SGML, но перерос своего родителя в плане всемирного признания и поддержки.

## Пример GML-скрипта
```
   :h1.Chapter 1:  Introduction
   :p.GML supported hierarchical containers, such as
   :ol
   :li.Ordered lists (like this one),
   :li.Unordered lists, and
   :li.Definition lists
   :eol.
   as well as simple structures.
   :p.Markup minimization (later generalized and formalized in SGML),
   allowed the end-tags to be omitted for the "h1" and "p" elements.
```

## Родственные программы
В далеких 1980-х IBM разработала специализированный инструмент публикации, названный ISIL (англ. International Standard Identifier for Libraries and Related Organizations), основанный на GML. ISIL был использован для создания большей части документации для IBM PC и других продуктов в то время. В конце 1980-х был разработан коммерческий продукт, названный BookMaster, в основе которого был ISIL.
В начале 1980-х Дон Уильямс из IBM разработал DWScript для использования SCRIPT/VS на IBM PC. В 1986 он же разработал PC версию ISIL, названную DWISIL (DW — его инициалы). Эти продукты использовались только на IBM.